# 552
| [ Edytuj tabelę ]          |                                                                |
| Król Bernicji              | - 547 Ida 559                                                  |
| Cesarz Bizancjum           | - 527 Justynian I Wielki 565                                   |
| Król Essexu                | - 527 Aescwine 587                                             |
| Król Franków               | - 511 Childebert I 558 - 548 Teudebald 555 - 511 Chlotar I 561 |
| Cesarz Japonii             | - 539 Kinmei 571                                               |
| Król Kentu                 | - 522 Eormenric 560                                            |
| Patriarcha Konstantynopola | - 536 Menas 552 - 552 Eutychiusz 565                           |
| Władca Korei               | - 545 Yangwŏn 559                                              |
| Król Longobardów           | - 546 Audoin 565                                               |
| Król Mercji                | - 501 Cnebba (?) 566                                           |
| Król Ostrogotów            | - 541 Totila 552 - 552 Tejas 553                               |
| Papież                     | - 537 Wigiliusz 555                                            |
| Król Persji                | - 531 Chosrow I 579                                            |
| Król Wizygotów             | - 549 Agila I 554                                              |

Rok 552 / DLII
stulecia: V wiek ~
VI wiek ~
VII wiek

lata: 542 «
547 «
548 «
549 «
550 «
551 «
552
» 553
» 554
» 555
» 556
» 557
» 562

## Wydarzenia
- Azja
  - Po raz pierwszy na azjatyckich stepach pojawili się Turcy. Rozbili oni państwo Rouran we wschodniej Azji.
  - Oficjalnie wprowadzono buddyzm do Japonii.
- Europa
  - Bizantyjski wódz Narses odniósł zwycięstwo nad Ostrogotami w bitwach pod Busta Gallorum i Mons Lactarius, w wyniku czego królestwo Ostrogotów przestało istnieć.
  - Ukazała się Historia Gotów Jordanesa[1]

## Zmarli
- Totila, król Ostrogotów, zmarł od ran odniesionych w bitwie z wojskami Narsesa
- św. Dacjusz, arcybiskup Mediolanu